# Bounty Bob Strikes Back!
Bounty Bob Strikes Back! — продолжение игры Miner 2049er, впервые выпущенное в 1984 году для семейства 8-битных компьютеров Atari.
В 1985 году игра была портирована на Atari 5200, Commodore 64 and ZX Spectrum.

## Описание

Игровой процесс на Atari 8-bit

Игровой процесс похож на Miner 2049er. Когда Bounty Bob проходит по секции пола, она заливается цветом. Чтобы игрок мог закончить уровень, каждая секция пола должна быть закрашена. В игре имеется 25 уровней (шахт). Каждый уровень нужно пройти за определённое время (иначе у игрового персонажа кончится кислород и он умрёт). В отличие от оригинала, в продолжении после потери жизни, посещённые секции пола остаются закрашенными, а уничтоженные враги не появляются вновь, что делает прохождение более лёгким.

## Восприятие
В 2004 году версия для ZX Spectrum была признана 19-й лучшей игрой всех времён для данной платформы в специальном выпуске журнала Your Sinclair.